# Michael Marx
Michael Marx (Hamburgo, 7 de fevereiro de 1960) é um ex-ciclista alemão que ganhou a medalha de bronze na perseguição por equipes, juntamente com Rolf Gölz, Reinhard Alber e Roland Günther nos Jogos Olímpicos de 1984, em Los Angeles.